# 王敖
王敖（1920年11月16日—2004年5月7日），曾用名王翱，男，山西临县人，中华人民共和国政治人物，曾任四川省人大常委会副主任，第六、七、八届全国人大代表。